# Ernst Boris Chain
Sir Ernst Boris Chain (19. června 1906 – 12. srpna 1979) byl britský biochemik německého původu, profesor na univerzitě v Oxfordu a na Imperial College v Londýně.

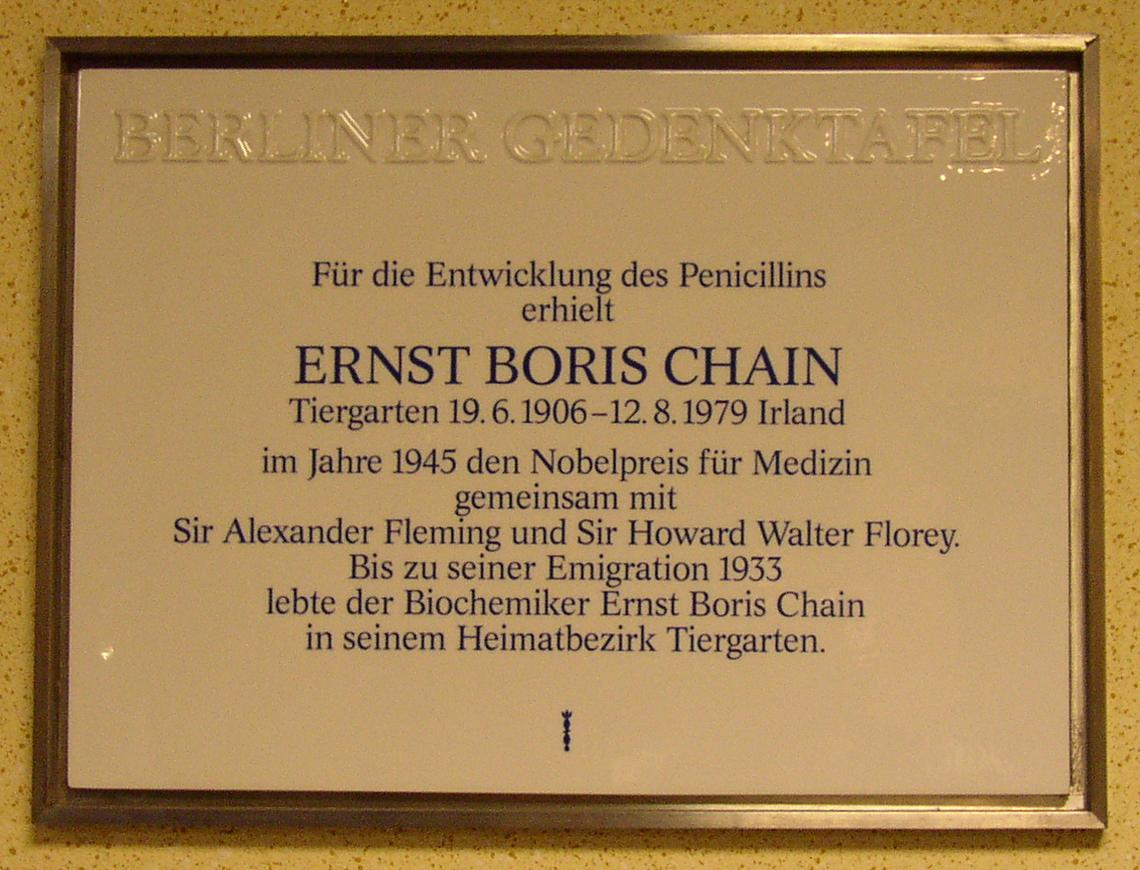
Pamětní deska v Berlíně

V roce 1945 mu byla spolu s A. Flemingem a H. W. Floreyem udělena Nobelova cena za fyziologii a medicínu za objev penicilinu.